# Liste von Persönlichkeiten aus Stabio
Diese Liste enthält in Stabio geborene Persönlichkeiten und solche, die in Stabio ihren Wirkungskreis hatten, ohne dort geboren zu sein. Die Liste erhebt keinen Anspruch auf Vollständigkeit.

## Persönlichkeiten
(Sortierung nach Geburtsjahr)
- Giorgio Rusconi (* um 1550 in Stabio; † nach 1586 ebenda), Baumeister schuf mit Giovanni Fontana aus Melide den Palazzo Rusticucci in Rom[1]
- Giuseppe Della Casa (* 1754 in Rom; † nach 1802 in Alatri), Priester, Pfarrer der Pfarrei Santa Maria in via Lata in Rom, Bischof von Alatri[2]

- Familie Pellegrini. 
  - Isidor Pellegrini (* 1841 in Stabio; † 16. April 1887 in Basel), Vater von Alfred Heinrich Pellegrini, Bildhauer tätig in Basel[3]
  - Alfred Heinrich Pellegrini (1881–1958), Maler, Wandmaler
  - Angelo Pellegrini (* 6. August 1916 in Stabio; † 6. Juli 1992 ebenda), Politiker[4]

- Giacomo Perucchi (* 18. August 1813 in Stabio; † 15. April 1870 ebenda), Priester und exkommunizierter Pfarrer von Stabio[5]
- Natale Albisetti (* 1863 in Stabio; † 1923 ebenda), Schweizer Bildhauer[6]
- Carlo Lurati (1852–1858), Naturwissenschaftler[7]
- Luca Gerosa (* 19. September 1856 in Stabio; † 4. März 1920 in Turin), Bildhauer[8]
- Natale Albisetti (* 9. Oktober 1863 in Stabio; † 2. Juli 1923 ebenda), Bildhauer schuf Genreszenen, Figuren und Denkmäler. Autor von Werken für das Eidgenössische Polytechnikum in Zürich (1896), das Bundeshaus in Bern (1899) und den Obelisken in Bellinzona (1903).[9][10]
- Ludwig Derleth (1870–1948), Schriftsteller
- Riccardo Rossi (1901–1986), Schweizer Anwalt, Politiker
- Noello Ginella (* 3. Dezember 1908 in Stabio; † 20. Februar 1960 in Lugano), Politiker, Gemeinderat in Stabio und in Lugano, Stadtrat in Lugano und Tessiner Grossrat[11]
- Emilio Croci Torti (* 1922), Radrennfahrer und Maler[12]
- Rosina Rossi Lama (* 15. Januar 1927 in Rodi-Fiesso; † 22. Mai 2017 ebenda), Tochter des Teodoro, Politikerin (Sozialdemokratische Partei der Schweiz), Mitgründerin des Unione Donne Socialiste Ticinesi, Sekretärin des Amici della Natura, Mitglied der Associazione Ticinese della Terza Età (ATTE)[13]
- Giuliano Crivelli (1935–2023); heimatberechtigt in Stabio, Schweizer Offizier, Brigadier, Kommandant der Grenzbrigade 9
- Giovanni Luisoni (* 2. Oktober 1944 in Stabio), Fotograf[14]
- Pier Giorgio Gerosa (* 1945 in Lugano), Dozent an der Ecole Nationale Supérieure d’Architecture de Strasbourg und an der ETH Lausanne, Publizist[15]
- Libero Gerosa (1949), römisch-katholischer Theologe und Kirchenrechtler
- Daniele Robbiani (* 1956), Künstler, Maler, Videokünstler, Performancekünstler[16]
- Flor Garduño (1957), in Mexiko geborener Fotografin, seit 1991 in der Schweiz tätig. Von der lateinamerikanischen Kultur inspirierte Themen, Stillleben, Porträts und weibliche Akte. Sie Wohnt in Stabio
- Paolo Meneguzzi (1976), Popsänger
- Cadel Evans (1977), Radrennfahrer
- Natalia Ferrara Micocci (* 14. November 1982), Anwältin, Politikerin und Tessiner Grossrätin[17]
- Valon Behrami (1985), Fussballspieler, heiratet mit Lara Gut